# Justinian (Feldherr)
Justinian (* um 525; † 582) war ein spätantiker oströmischer Feldherr. Er war der Sohn des Germanus, eines Vetters Kaiser Justinians I., und galt als ein erfahrener Militär.
Justinian kommandierte während der zweiten Hälfte des Gotenkrieges 552 zusammen mit seinem Bruder Justin Truppen im Illyricum. Nach dem Tod Kaiser Justinians I. wurde er Patricius und diente später unter dem neuen Kaiser Justin II. (der wohl verantwortlich für den Tod von Justinians Bruder Justin war) als magister militum per Orientem im Osten gegen die Perser. 575 (oder 576) gelang ihm ein großer Sieg bei Melitene: Der Sassanidenkönig Chosrau I. konnte nur mit knapper Not entkommen, während der Großteil des persischen Heeres vernichtet wurde. Es war einer der größten römischen Siege über die Perser, dennoch ging der Krieg weiter. Ende 577 übernahm der spätere Kaiser Maurikios den Oberbefehl über Justinians Heer und knüpfte an dessen gute Leistungen an.
Einige Zeit später war Justinian in eine Hofintrige verstrickt: Sophia, die Frau Justins II., wollte nicht die ganze Macht an Tiberios I. und dessen Frau Ino abgeben und konspirierte daher mit Justinian. Nachdem das Komplott entdeckt wurde, wurde Justinian jedoch begnadigt.